# BMW N74
Der BMW N74 ist ein mit einem Doppel-Abgasturbolader aufgeladener V12-Motor des Automobilherstellers BMW. Bis Mai 2020 wurden von allen 12-Zylinder-Motoren seit dem M70 1987 über 80.000 Stück hergestellt. Die letzten 12-Zylinder-Motoren unter der Marke BMW wurden bis Juni 2022 in einer The Final V12-Edition des 7er verkauft. Seitdem ist der N74 nur noch in Fahrzeugen der BMW-Tochtermarke Rolls-Royce zu finden.

## Daten

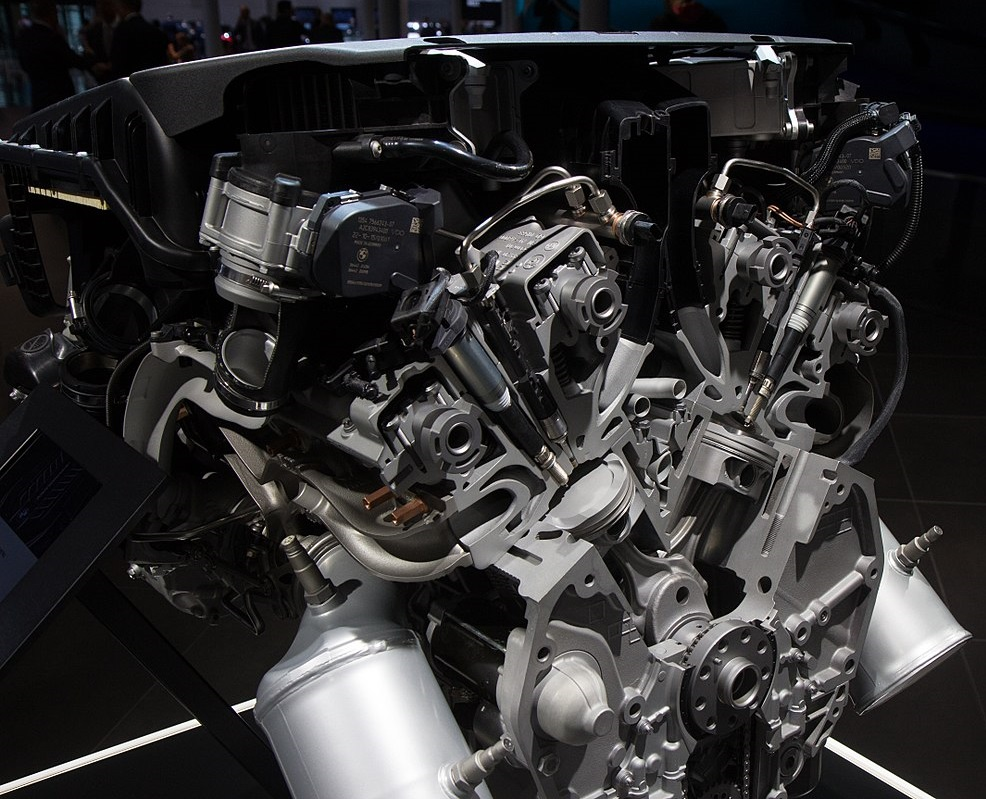
Schnittmodell des BMW N74

Der Zylinderbankwinkel beträgt 60°. Motorblock in Closed Deck-Bauweise, Ölwanne und Kolben bestehen aus Aluminium.
Der N74 hat eine Benzindirekteinspritzung, zwei Turbolader (Garett GT2260S), die speziell für diesen Motor entwickelt wurden und unterhalb der Zylinderbänke an der Außenseite des Motors angebracht sind, Vierventiltechnik und eine variable Ventilsteuerung mit dem Markennamen Valvetronic. Die Einspritzdüsen sind Einlochdralldüsen, der Einspritzdruck beträgt bis zu 12 MPa. Das Aggregat arbeitet mit einem konventionellen Dreiwegekatalysator und ist für den Betrieb mit minderwertigem, schwefelhaltigen Benzin geeignet.
Die erste Version N74B60 erfüllte die EU 5-Abgasnorm, ab 2013 auch die EU6, die N74B66TÜ, bei der Pleuel und Zylinder überarbeitet sind, erfüllt die Abgasnorm EU6. Die TÜ-Version bekam 2019 einen Ottopartikelfilter, wodurch die Leistung um 20 kW (etwa 4 Prozent) auf 430 kW (585 PS) abnahm.
Die Ölversorgung erfolgt mit einer volumenstromgeregelten 6-Kammer-Pendelschieber-Pumpe.
| Motor    | Hubraum           | Ventile/Zyl. | Bohrung × Hub  | Verdichtung | Leistung bei min−1            | Drehmoment bei min−1 | Abgasnorm Europa | Bauzeit   | Fahrzeug                                   |
| -------- | ----------------- | ------------ | -------------- | ----------- | ----------------------------- | -------------------- | ---------------- | --------- | ------------------------------------------ |
| N74B60   | 6,0 l (5972 cm³)  | 4            | 89,0 × 80,0 mm | 10:1        | 400 kW (544 PS) bei 5250–6000 | 750 Nm bei 1500–5000 | EU5              | 2009–2013 |                                            |
| N74B60   | 6,0 l (5972 cm³)  | 4            | 89,0 × 80,0 mm | 10:1        | 400 kW (544 PS) bei 5250–6000 | 750 Nm bei 1500–5000 | EU6              | 2013–2015 |                                            |
| N74B66   | 6,6 l (6592 cm³)  | 4            | 89,0 × 88,3 mm | 10:1        | 420 kW (571 PS) bei 5250      | 780 Nm bei 1500      | n.n.             | seit 2009 | Ghost                                      |
| N74B66   | 6,6 l (6592 cm³)  | 4            | 89,0 × 88,3 mm | 10:1        | 465 kW (632 PS) bei 5600      | 800 Nm bei 1500–5000 | n.n.             | seit 2013 | Wraith                                     |
| N74B66   | 6,6 l (6592 cm³)  | 4            | 89,0 × 88,3 mm | 10:1        | 420 kW (571 PS) bei 5250–6000 | 780 Nm bei 1500–5000 | n.n.             |           | Dawn                                       |
| N74B66   | 6,6 l (6592 cm³)  | 4            | 89,0 × 88,3 mm | 10:1        | 450 kW (612 PS) bei 5250      | 840 Nm bei 1650–5000 | n.n.             | seit 2016 | Ghost Black Badge                          |
| N74B66   | 6,6 l (6592 cm³)  | 4            | 89,0 × 88,3 mm | 10:1        | 465 kW (632 PS) bei 5600      | 870 Nm bei 1700–4500 | n.n.             | seit 2016 | Wraith Black Badge                         |
| N74B66TÜ | 6,6 l (6592 cm³)  | 4            | 89,0 × 88,3 mm | 10:1        | 448 kW (609 PS) bei 5500–6500 | 800 Nm bei 1500–5000 | EU6              | 2016–2018 | BMW 7er                                    |
| N74B66TÜ | 6,6 l (6592 cm³)  | 4            | 89,0 × 88,3 mm | 10:1        | 448 kW (609 PS) bei 5500–6500 | 778 Nm bei 5500      | EU6              |           |                                            |
| N74B66TÜ | 6,6 l (6592 cm³)  | 4            | 89,0 × 88,3 mm | 10:1        | 430 kW (585 PS) bei 5250–5750 | 850 Nm bei 1600–4500 | EU6              | seit 2019 | BMW 7er                                    |
| N74B68   | 6,75 l (6749 cm³) | 4            | 89,0 x 90,4 mm | 10:1        | 420 kW (571 PS) bei 5000      | 850 Nm bei 1700      | EU6d             | seit 2018 | Cullinan, Ghost II                         |
| N74B68   | 6,75 l (6749 cm³) | 4            | 89,0 x 90,4 mm | 10:1        | 420 kW (571 PS) bei 5000      | 900 Nm bei 1600      | EU6d             | seit 2018 | Phantom VIII                               |
| N74B68   | 6,75 l (6749 cm³) | 4            | 89,0 x 90,4 mm | 10:1        | 441 kW (600 PS) bei 5000      | 900 Nm bei 1600      | EU6d             | seit 2019 | Cullinan Black Badge, Ghost II Black Badge |

## Verwendung
N74B60
- 2009–2015 im BMW F01 760i
- 2009–2015 im BMW F02 760Li

N74B66

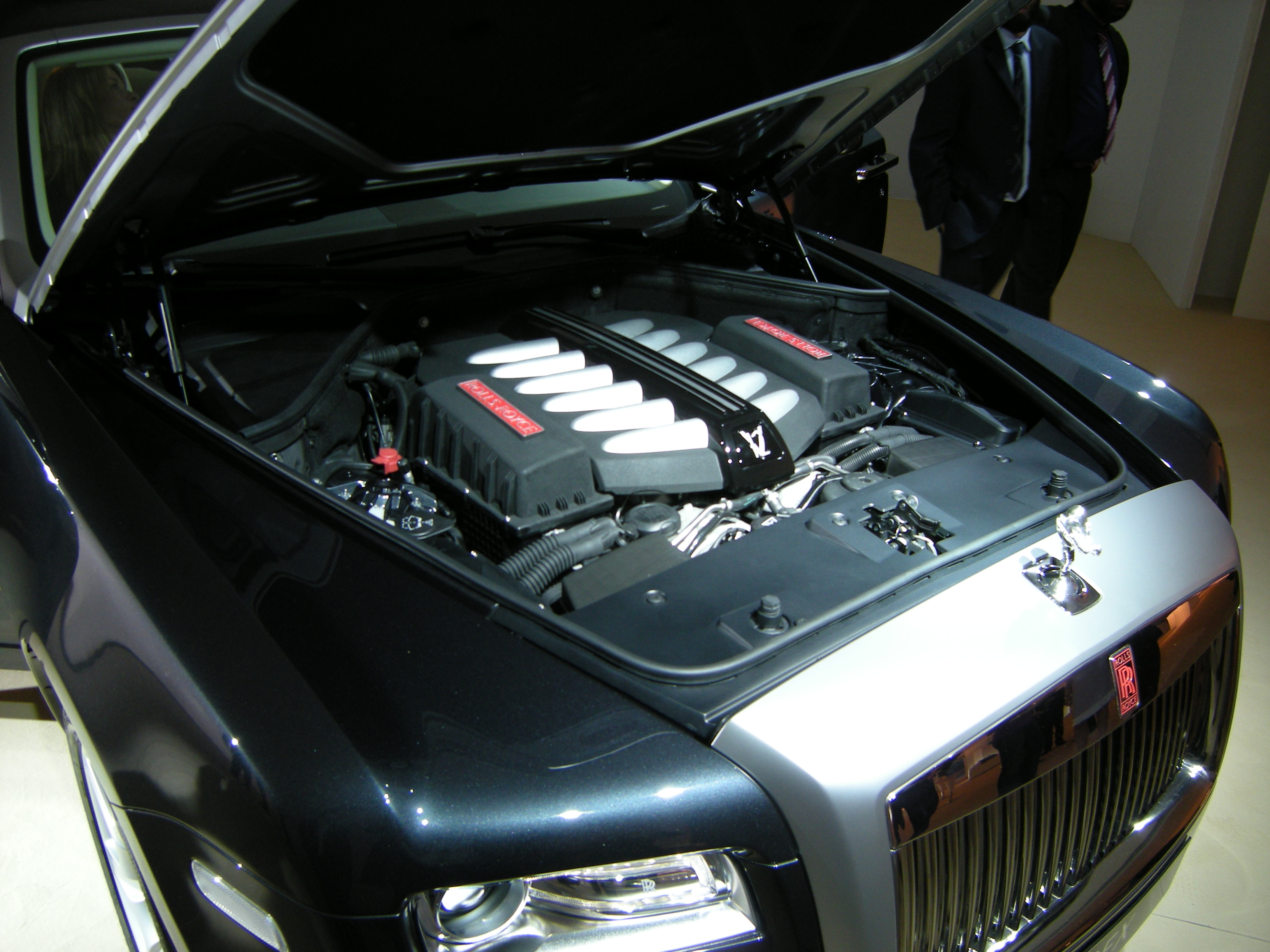
BMW N74 in Rolls-Royce Ghost

- 2009–2020 im Rolls-Royce Ghost (RR4)
- 2013–2023 im Rolls-Royce Wraith (2013)
- 2016–2023 im Rolls-Royce Dawn
- 2016–2023 im Rolls-Royce Ghost Black Badge
- 2016–2023 im Rolls-Royce Wraith Black Badge

N74B66TÜ
- 2016–2022 im BMW G12 M760Li

N74B68
- seit 01/2018 im Rolls-Royce Phantom VIII
- seit 10/2018 im Rolls-Royce Cullinan
- seit 09/2020 im Rolls-Royce Ghost II